# Vaccin antihepatic A
Vaccinul antihepatic A este un vaccin care previna hepatita A. Este eficient în 95 % dintre cazuri și efectul durează cel puțin cincisprezece ani sau poate chiar și toată viața. De obicei se recomandă două doze începând cu vârsta de un an. Vaccinul se administrează ca injecție intramusculară.
Organizația Mondială a Sănătății (OMS) recomandă vaccinarea universală în regiunea unde boala este oarecum răspândită. Acolo unde boala este foarte comună, vaccinarea în masă nu este recomandată la toți oamenii care dezvoltă o imunitate cu risc ridicat asupra infecției. Centrul pentru Prevenirea și Controlul Bolilor (CDC) recomandă vaccinarea copiilor și a adulților care au un risc ridicate.
Efectele secundare severe se întâlnesc foarte rar. Aproximativ 15% dintre copii si jumătate dintre adulții vaccinați prezintă dureri la locul injecției. Majoritatea vaccinurilor antihepatice  A conțin un virus inactiv, în timp ce foarte puține conțin un virus cu acțiune  redusă. Cele cu virusul cu acțiune  redusă  nu sunt recomandate  în timpul sarcinii sau celor cu un sistem imunitar scăzut. O nouă formulă combină vaccinul antihepatic  A cu cel antihepatic B sau cu vaccinul antitifoidic (împotriva febrei tifoide).
Primul vaccin antihepatic A a fost aprobat în Europa în 1991 și în Statele Unite în 1995. Acest vaccin se află pe Lista medicamentelor esențiale ale Organizației Mondiale a Sănătății, lista celor mai importante medicamente recomandate pentru un sistem de sănătate. În Statele Unite  costă între 50 și 100 de dolari.